# Чен (міра)

Китайська колісниця часів Цінь Ші Хуанді.

Чен (спрощ.: 乗; кит. трад.: 乘; піньїнь: chéng, чен, «колісниця») — одиниця вимірювання розміру війська в стародавньому Китаї періоду династій Чжоу — Цінь.
1 чен складалася з:
- 1 колісниці з 4 кіньми.
- 3 вояків-наїзників в обладунках.
- 72 піхотинці.
- 25 обслуги обозу.

У період Чжаньґо вжиток чен був насамперед геополітичним: для характеристики держав та супердержав, які відповідно називалися «країна у тисячу/-і колесниць» 百乘之國 та «країна у 10 000/десятки тисяч колесниць» 萬乘之國.